# Une leçon de vie
Une leçon de vie (France) ou Une journée avec Abie, et une journée de folie (Québec) (Thursdays with Abie) est le 9e épisode de la saison 21 de la série télévisée d'animation Les Simpson.

## Synopsis
Les Simpson passent un après-midi dans un parc aquatique. Abraham se sent vite fatigué et s'assoit à l'écart sur un banc en forme de requin. Un journaliste s'assoit à côté de lui. Tous deux commencent à discuter et le chroniqueur prête tellement attention au discours du vieil homme, que ce dernier, ravi, lui raconte une anecdote croustillante de son passé. 
Pendant la Seconde Guerre mondiale, lorsqu'il était quartier-maître sur un navire de combat américain, le bateau fut coulé par une torpille, plongeant l'équipage au milieu des requins. Abraham eut alors l'idée de s'asseoir sur le dos d'un squale pour éviter d'être dévoré. Quelque temps après, à son grand étonnement, le journaliste publie son récit.
Surpris de la nouvelle notoriété de son père, Homer culpabilise, car il regrette d'avoir été si indifférent envers lui et va essayer, tant bien que mal, de se rattraper.
Pendant ce temps, à l'école primaire, c'est au tour de Bart de recevoir la peluche de Larry l'agneau qu'il déteste et qu'il détériore, sans savoir que Nelson y tient particulièrement.

## Audience américaine
L'épisode a attiré lors de sa première diffusion 8,65 millions de téléspectateurs.